# Punč

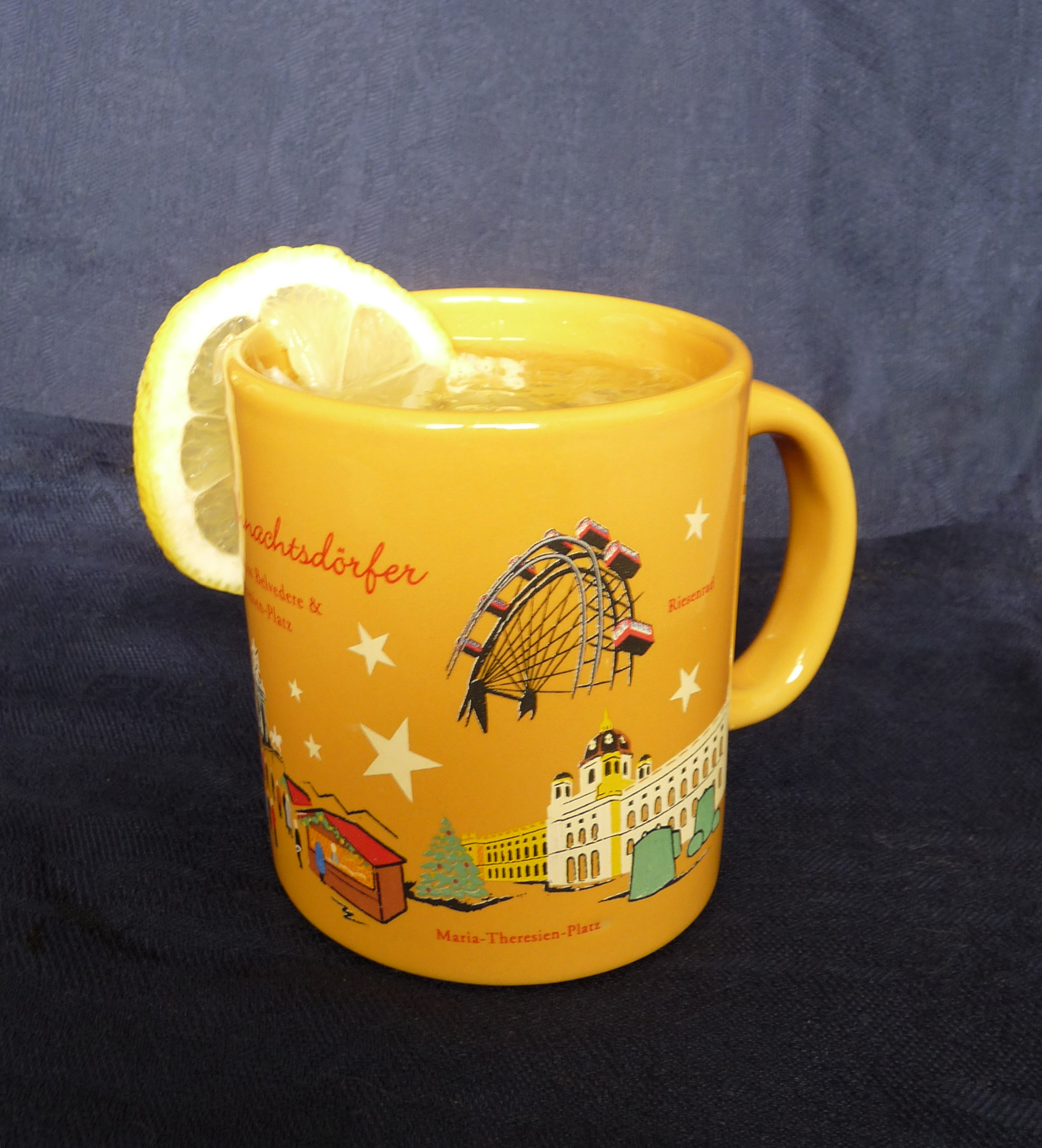
Punč v hrnku prodávaném během vánočních trhů ve Vídni

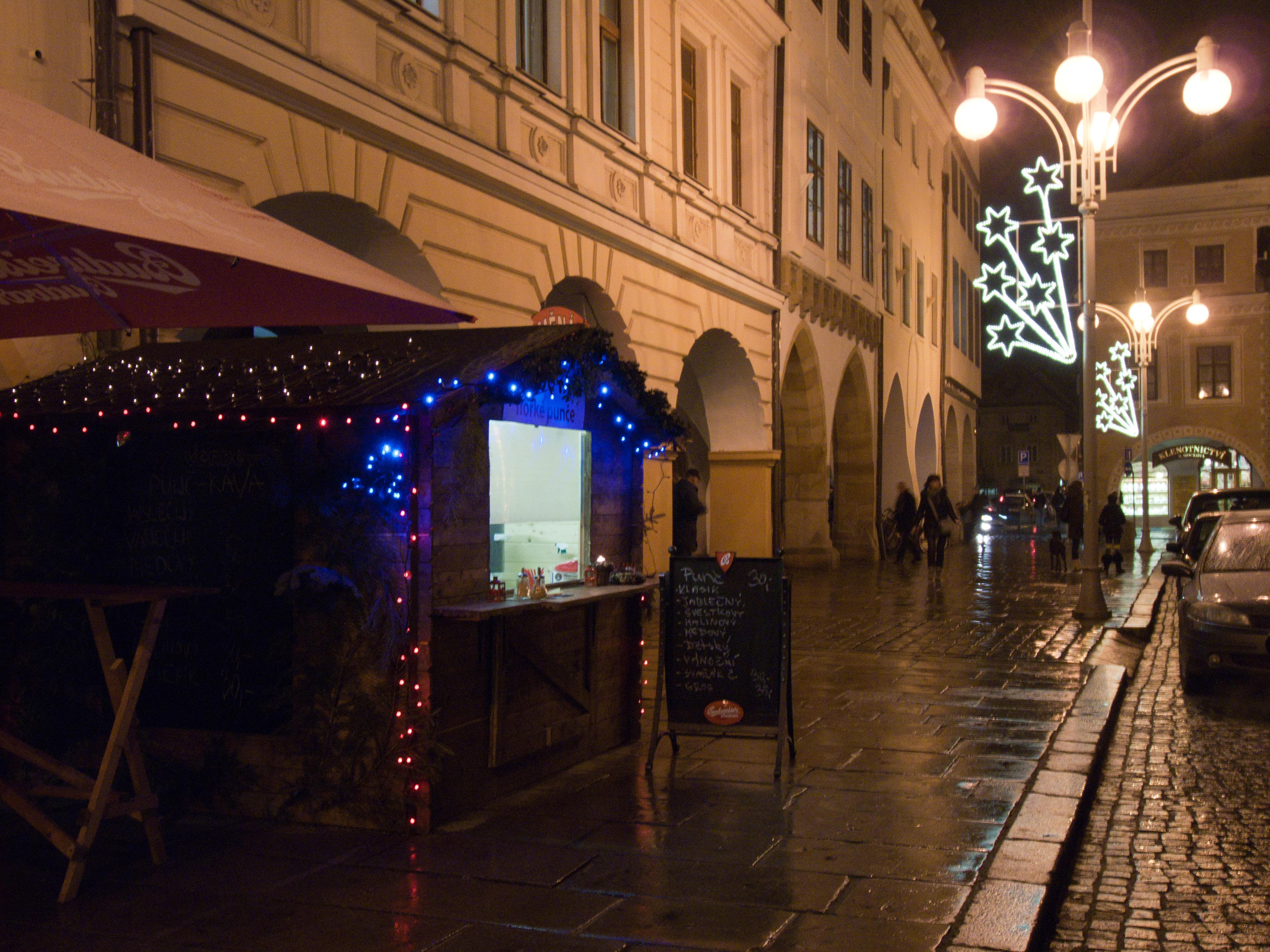
Stánek s punčem v Českých Budějovicích

Punč je název pro široké spektrum nápojů, ať nealkoholických či alkoholických, které většinou obsahují ovoce či ovocnou šťávu. Pochází z Indie, odkud byl v 17. století dovezen do Anglie a dále pak se rozšířil do dalších zemí. Na večírcích a oslavách se často podává v širokých nádobách, „bowlích", ve střední Evropě je velmi populární během vánočních svátků.

## Historie
Slovo punč pochází z hindského výrazu pánč, který znamená pět, protože původně obsahoval pět přísad: alkohol, cukr, citron, vodu a čaj nebo koření.
Z Indie se do Anglie dostal díky námořníkům a zaměstnancům Britské Východoindické společnosti na začátku 17. století, odtud putoval do dalších evropských zemí. Pokud se podává ve společnosti, bývá zvykem, že obsahuje menší množství alkoholu než klasické koktejly. Termín punč je poprvé v britských listinách zanesen roku 1632, kdy byla většina punčů zhotovována z vína či brandy, avšak kolem roku 1655 se začal používat jamajský rum a zrodil se punč, jak jej známe[kdo?] dnes[kdy?].

## Druhy punče
V současnosti výrobci punče dodávají na trh mnoho druhů „ovocných punčů", což jsou většinou červeně zbarvené nápoje, v českých zemích především v období kolem Vánoc. Navzdory názvu však většina z nich obsahuje pouze malé množství ovocné šťávy a hlavními přísadami jsou cukr, kyselina citrónová a umělá dochucovadla. Nealkoholické varianty, jež se převážně podávají dětem či dospělým, kteří alkohol nepijí, obsahují směs ovocných nápojů jako jsou džusy, vodu, čaj a sladidla, například cukr nebo med.
Další druhy punče mohou obsahovat víno, gin nebo jiné lihoviny, často spolu s množstvím ovocných šťáv nebo dalšími nealko nápoji. Velké množství punčů se vyrábí s přídavkem rumu.
Punč si velmi oblíbili vysokoškolští studenti. Jejich směsi často obsahují velké množství alkoholu a zhotovují se z levných přísad. Někdy se i zcela vypustí přidání vody a alkohol se přidává až do obsahu 30 % či více.[zdroj?]

## Punč v dalších zemích
V Česku se do punče z červeného či bílého vína přidává trocha rumu a cukru, plátky pomeranče či citronu, rozinky, oříšky a skořice s badyánem. Většinou se připravuje či kupuje na Vánoce. Je neméně populární jako svařené víno. Na předvánočních trzích lze ochutnat množství různých druhů punče, včetně nealkoholických.
V Karibiku a zemích v Pacifiku a Indickém oceánu bývá punč aperitivem. V Koreji je tradičním punčem sudžeonggwa vyráběná ze sušeného kaki, skořice a zázvoru. V Mexiku se podává „agua loca" („bláznivá voda"), což je velmi sladký punč připravovaný z fermentované cukrové třtiny, mezcalu či tequily smíchané s „aguas frescas" (slazený nealkoholický nápoj z ovoce, obilovin a vody). Díky vysokému obsahu cukru se může stát, že člověk při popíjení nevnímá obsah alkoholu a rychle se opíjí, pročež bývá tento nápoj oblíbený mezi mladými lidmi.
V Německu se punčem (něm. Punsch) nazývá směs několika ovocných šťáv s přídavkem vína či lihoviny a nesmí při tradičních německých vánočních oslavách chybět. „Feuerzangenbowle" je punč z červeného vína a hořícího rumu, jímž se polévá Zuckerhut („cukrový klobouk"), velká homole cukru umístěná ve „Feuerzange".